# Llista de colles de Venus
En aquest article només es mostra els noms oficials aprovats per la Unió Astronòmica Internacional (UAI).
Aquesta és una llista de colles amb nom de Venus

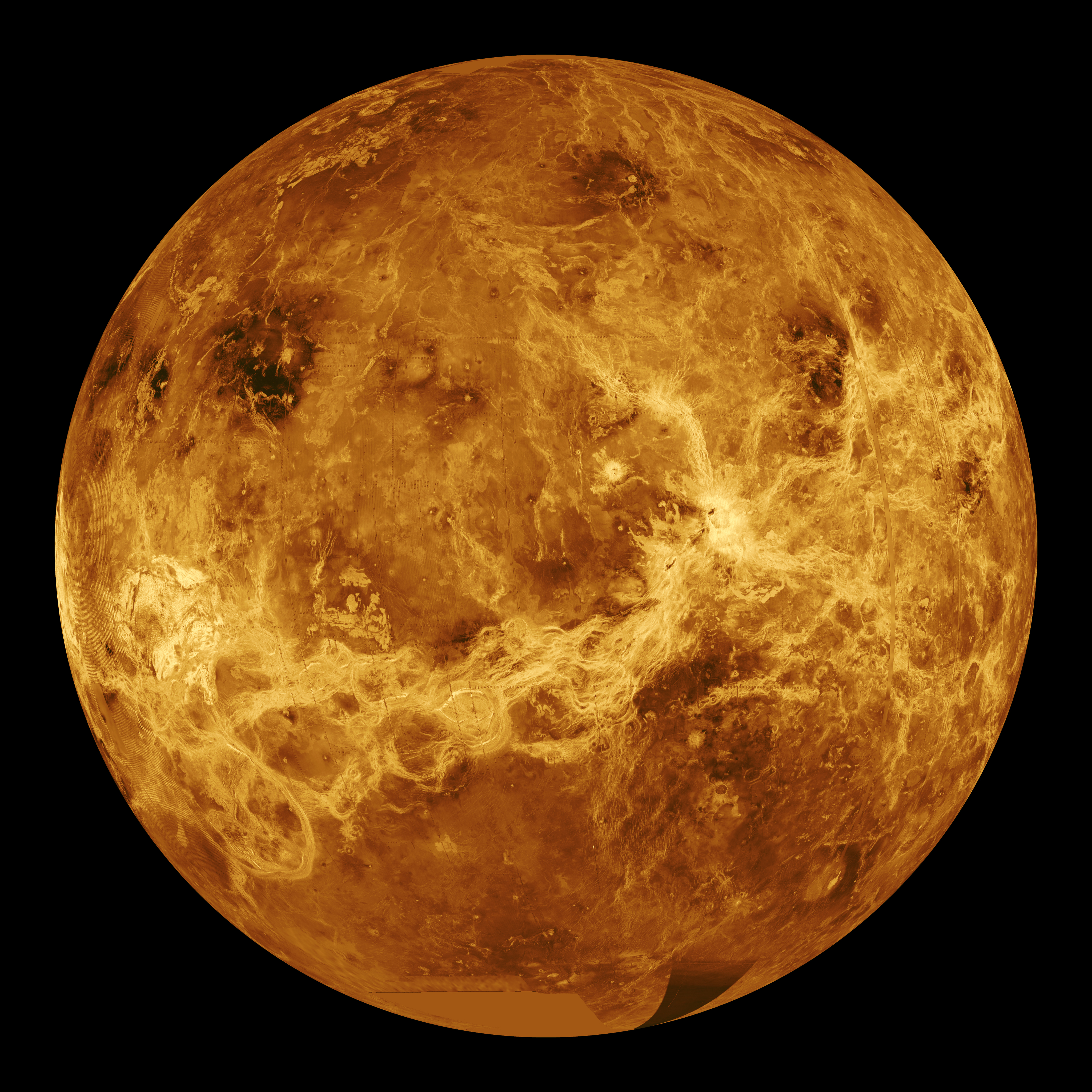
Imatge de radar de Venus reconstruïda pel Magellan i Pioneer Venus Orbiter
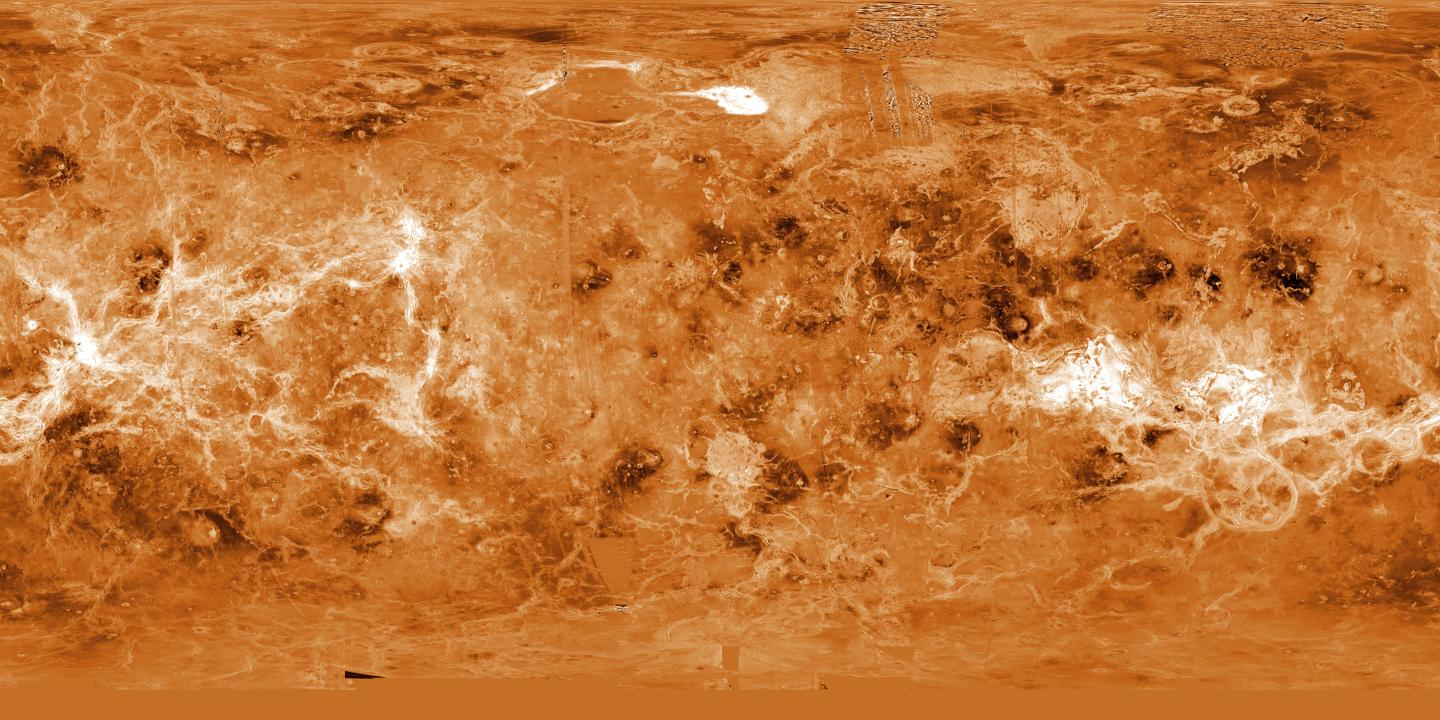
Mapa topogràfic de Venus
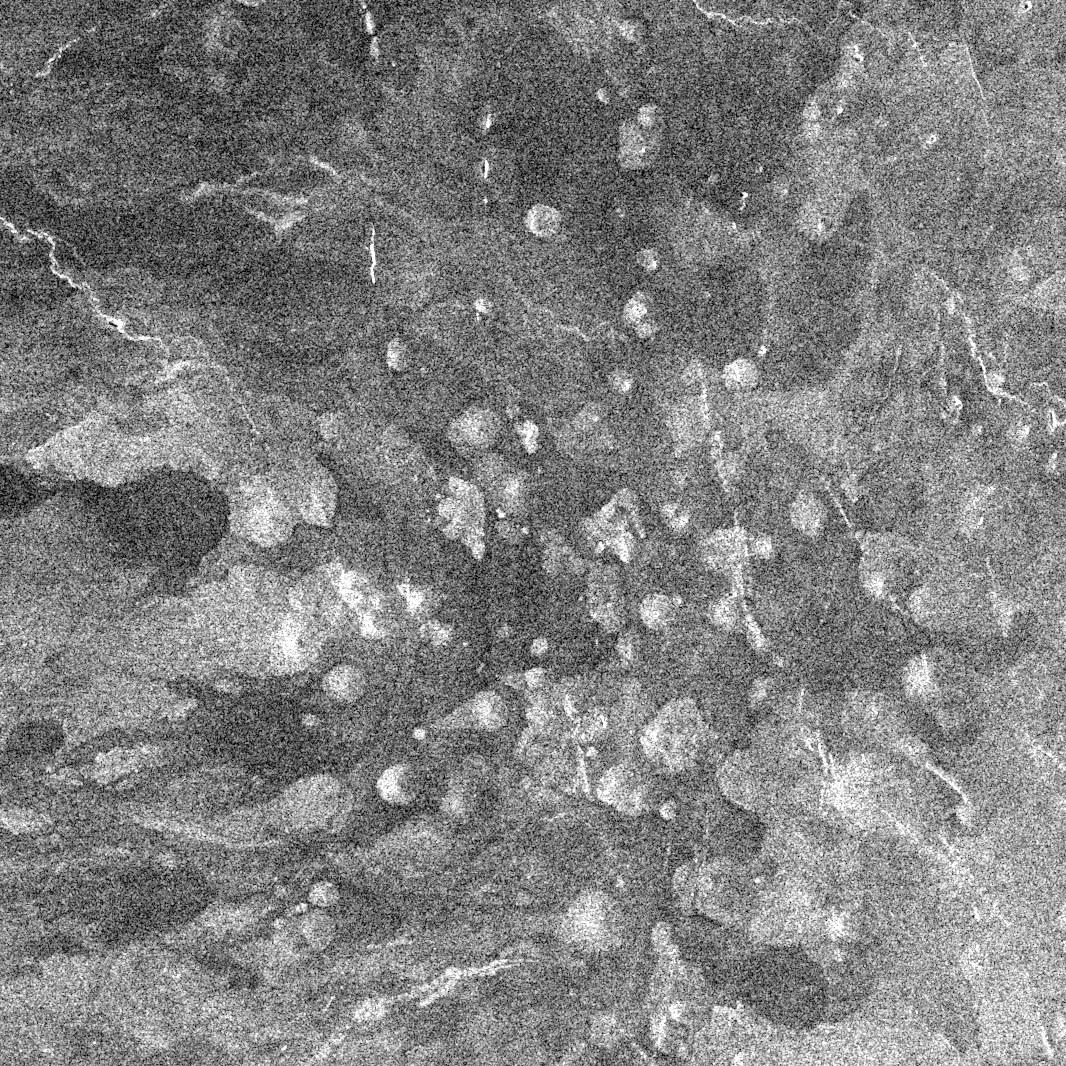
Imatge d'una part d'Olosa Colles presa pel Magellan

## Llista
Els colles de Venus porten els noms de divinitats femenines.
La latitud i la longitud es donen com a coordenades planetogràfiques amb longitud oest (+ Oest; 0-360).
| Colles          | Coordenades                            | Diàmetre (km) | Epònim                                                                   | Ref.  |
| --------------- | -------------------------------------- | ------------- | ------------------------------------------------------------------------ | ----- |
| Akkruva Colles  | 46° 06′ N, 244° 30′ O / 46.1°N,244.5°O | 1.059         | Deessa de la pesca Saami-Lapp.                                           | WGPSN |
| Asherat Colles  | 12° N, 198° O / 12°N,198°O             | 500           | Deessa fenícia coneguda com «Asherat de la Mar».                         | WGPSN |
| Chernava Colles | 10° 30′ S, 24° 30′ O / 10.5°S,24.5°O   | 1.000         | Dona de la mar russa, filla del Tsar de la mar.                          | WGPSN |
| Jurate Colles   | 56° 48′ N, 206° 30′ O / 56.8°N,206.5°O | 418           | Deessa dels mars lituana.                                                | WGPSN |
| Marake Colles   | 55° 42′ N, 142° 12′ O / 55.7°N,142.2°O | 150           | Deessa de la mar mansi.                                                  | WGPSN |
| Mena Colles     | 52° 30′ S, 200° 00′ O / 52.5°S,200°O   | 850           | Deessa romana.                                                           | WGPSN |
| Migazesh Colles | 49° S, 162° O / 49°S,162°O             | 230           | Filla de la deessa de la mar adigan (nord del Caucas).                   | WGPSN |
| Molpe Colles    | 76° N, 168° O / 76°N,168°O             | 548           | Mare de les sirenes a la mitologia grega.                                | WGPSN |
| Nahete Colles   | 38° N, 119° O / 38°N,119°O             | 400           | Esposa del déu de la mar Agbe de la mitologia fon (Benin).               | WGPSN |
| Nuliayoq Colles | 48° N, 136° O / 48°N,136°O             | 350           | Senyora de la mar inuit (badia de Hudson), semblant a Sedna.             | WGPSN |
| Olosa Colles    | 18° 00′ N, 6° 42′ O / 18°N,6.7°O       | 200           | Deessa dels llacs dels ioruba (Nigèria).                                 | WGPSN |
| Ran Colles      | 1° N, 197° O / 1°N,197°O               | 400           | Deessa del mar escandinava.                                              | WGPSN |
| Ruad Colles     | 68° S, 242° O / 68°S,242°O             | 400           | Dessa irlandesa, es va enfonsar al mar dormint al seu vaixell de bronze. | WGPSN |
| Salofa Colles   | 63° S, 193° O / 63°S,193°O             | 250           | Noia / tortuga de la mitologia samoana.                                  | WGPSN |
| T'ien Hu Colles | 30° 42′ N, 344° 54′ O / 30.7°N,344.9°O | 947           | Deessa del mar xinesa.                                                   | WGPSN |
| Urutonga Colles | 10° N, 206° O / 10°N,206°O             | 500           | Deessa del mar māori.                                                    | WGPSN |